# 为制造设计

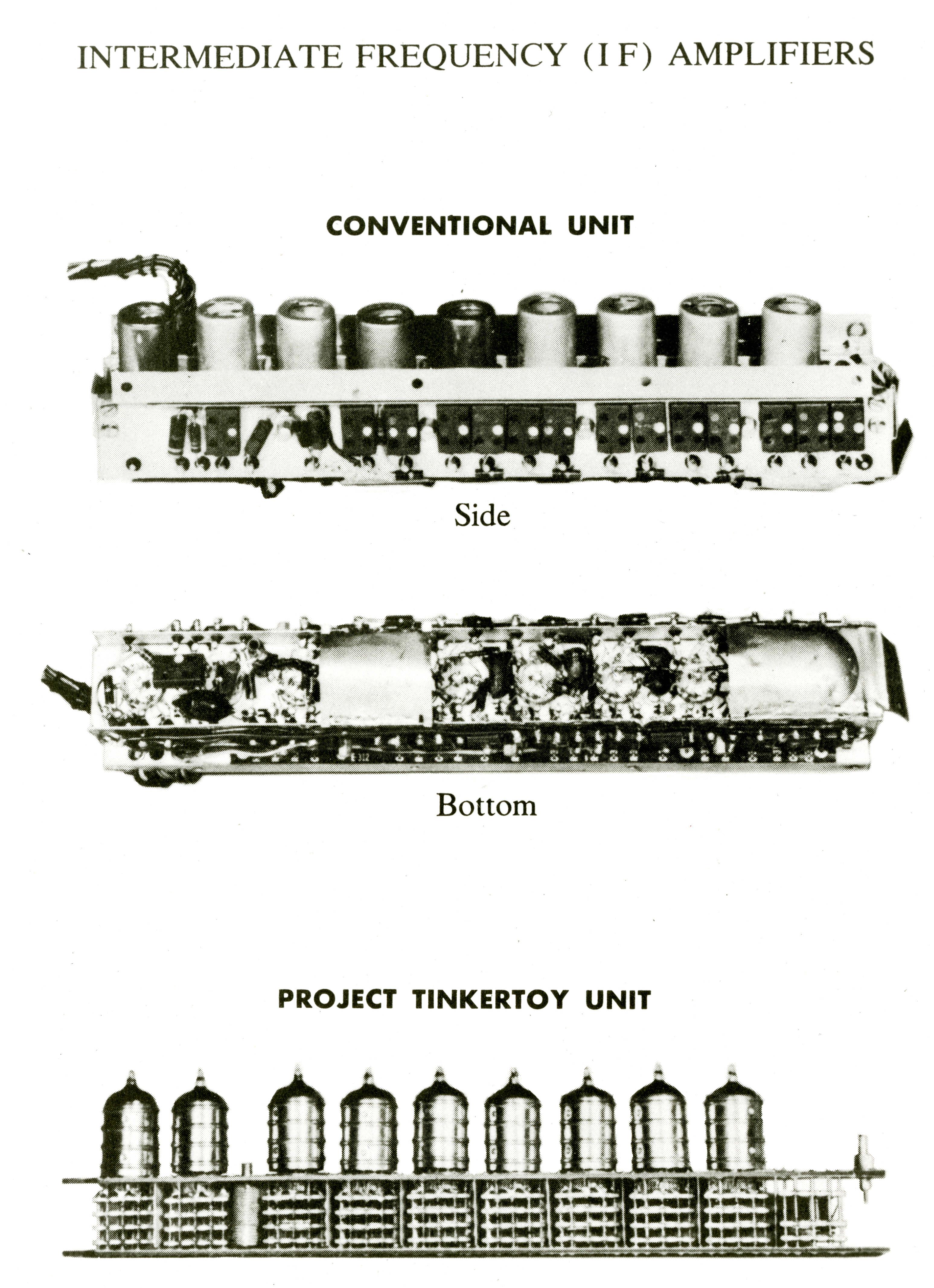
為了製造的重新設計

為製造設計（design for manufacturing）也稱為可製造性設計（design for manufacturability），簡稱DFM，是為了方便製造，在產品設計時所進行的工程實踐。幾乎所有的工程領域都有類似的概念，但其實現方式會隨其製造技術而有所不同。为制造设计是為了減少製造成本，提昇製造流程描述，所進行的產品設計流程。DFM可以在設計階段就修正潛在問題，一般而言也是處理問題成本最低的階段。其他會影響可製造性的因素包括原材料的種類、原材料的形式、尺寸公差，以及精加工等二次加工。
依照製造程序的不同，有不同產業針對为制造设计（DFM）的指南。DFM指南可以準確定義和DFM有關的不同公差、規則以及常見的製造檢查程序。
DFM可以應用在設計階段，有一個稱為DFSS（六西格玛设计，為六標準差而設計，Design for Six Sigma） 的類似概念也用在許多不同的組織。

## 外部連結
- Why DFM/DFMA is Business Critical（页面存档备份，存于）
- Design for manufacturing checklist（页面存档备份，存于） – DFM,DFA(Design for assembly checklist from Quick-teck PCB manufacturer
- Arc Design for Manufacturability Tips（页面存档备份，存于）
- Design for Manufacturing and Assembly（页面存档备份，存于）
- Turning designs into reality: The Manufacturability paradigm（页面存档备份，存于）